# 180 (nombre)
Le nombre 180 (cent quatre-vingts ou cent octante) est l'entier naturel qui suit 179 et qui précède 181.

## En mathématiques
Cent quatre-vingts est :
- un nombre hautement composé,
- le plus petit nombre à être huit fois  brésilien (ou 8-brésilien) avec 180 = CC14 = AA17 = 9919 = 6629 = 5535 = 4444 = 3359 = 2289, où C est le symbole représentant l'entier 12 en base 14 et A l'entier 10 en base 17; c'est également un nombre hautement  brésilien et super- brésilien car 180 = 4444,
- la somme de huit nombres premiers consécutifs (11 + 13 + 17 + 19 + 23 + 29 + 31 + 37),
- un nombre Harshad en base dix,
- la somme des angles internes (en degrés) d'un triangle quelconque de l'espace euclidien,
- la somme de l'indicatrice d'Euler des entiers de 1 à 24,
- un nombre refactorisable.

## Dans d'autres domaines
- Cent quatre-vingts est le score maximal dans un tour de fléchettes.
- En astronomie, lorsque deux planètes sont séparées de 180 degrés, elles sont dites en opposition.
- En astrologie, ceci est un aspect qui est considéré être négatif sur les influences.
- Aux États-Unis et au Canada, 180 est un score parfait au LSAT (Law School Admission Test, le test d'admission à une école de droit). Ainsi, il est souvent utilisé par les étudiants en droit et les hommes de loi dans leur conversation pour signifier leur accord ou leur appréciation sur un point.
- Années historiques : 180 av. J.-C. et 180.